# Vini Ricordi-Pinarello-Sidermec
Vini Ricordi-Pinarello-Sidermec war ein italienisches professionelles Radsportteam, das von 1982 bis 1986 bestand.

## Geschichte
Das Team wurde 1982 unter der Leitung von Mauro Battaglini gegründet. Im ersten Jahr belegte das Team beim Giro d’Italia die Plätze 4 und 9 und konnten sich auch die Bergwertung und die Nachwuchswertung für sich gewinnen. Bei der Schweden-Rundfahrt wurde ein dritter Gesamtrang erzielt. 1983 nahm das Team am Giro d’Italia teil und gewann zwei Etappen, Bergwertung und den neunten Gesamtrang. Das Team erreichte dritte Plätze bei Züri Metzgete und der Coppa Placci. Bei der Tour de France gewann das Team drei Etappen, die Bergwertung und belegte den vierten Gesamtplatz, nur 9 Sekunden vom Podium entfernt. Zum Beginn der Saison verpasste das Team mit dem zweiten Platz bei Trofeo Laigueglia knapp den ersten Sieg. Der vierte Platz bei Paris-Roubaix  ist das beste Ergebnis bei den Monumenten des Radsports. Beim Giro d’Italia wurden die Plätze 5 und 7 belegt. Ein zweiter Platz bei Coppa Placci, ein dritter Platz bei Millemetri del Corso di Mestre und ein sechster Platz bei Putte-Kapellen rundeten die Saison ab. 1985 wurden dritte Plätze bei der Trofeo Pantalica, der Apulien-Rundfahrt, dem Gran Premio Industria e Commercio di Prato, dem Giro di Toscana, dem Giro del Friuli und den Philadelphia Cycling Classic erreicht. 1986 belegte man den sechsten Platz bei Mailand-Sanremo und Platz 9 bei der Lombardei-Rundfahrt, sowie zwei dritte Plätze beim Grand Prix Pino Cerami und dem Giro dell’Appennino. Zum Ende der Saison 1986 löste sich das Team auf.

## Erfolge
1982
- Bergwertung und  Nachwuchswertung Giro d’Italia
- Giro della Provincia di Reggio Calabria
- Norwegischer Meister – Straßenrennen
- Norwegischer Meister – Einzelzeitfahren
- eine Etappe Schweden-Rundfahrt
- eine Etappe Ruota d’Oro

1983
- drei Etappen und  Bergwertung Tour de France
- zwei Etappen und  Bergwertung Giro d’Italia
- Belgischer Meister – Straßenrennen
- Gran Premio Industria e Commercio di Prato

1984
- Italienischer Meister – Straßenrennen
- Gran Premio Industria e Commercio di Prato
- eine Etappe Giro del Trentino
- eine Etappe Tour de Romandie
- Visp-Grachen

1985
- Punktewertung Giro d’Italia
- eine Etappe Tour de Romandie
- Coppa Bernocchi

1986
- Gesamtwertung und eine Etappe Tirreno-Adriatico
- eine Etappe Settimana Internazionale Coppi e Bartali
- eine Etappe Giro di Puglia
- Nizza-Alassio

## Grand-Tour-Platzierungen
| Grand Tour            | 1982 | 1983 | 1984 | 1985 | 1986 |
| --------------------- | ---- | ---- | ---- | ---- | ---- |
| Vuelta a EspañaVuelta | –    | –    | –    | –    | –    |
| Giro d’ItaliaGiro     | 4    | 9    | 5    | 22   | 27   |
| Tour de FranceTour    | –    | 4    | –    | –    | –    |

## Monumente-des-Radsports-Platzierungen
| Monument                 | 1982 | 1983 | 1984 | 1985 | 1986 |
| ------------------------ | ---- | ---- | ---- | ---- | ---- |
| Mailand–Sanremo          | 11   | 12   | 11   | 50   | 6    |
| Flandern-Rundfahrt       | –    | –    | 17   | –    | 16   |
| Paris–Roubaix            | –    | –    | 4    | –    | –    |
| Lüttich–Bastogne–Lüttich | –    | –    | 34   | –    | –    |
| Lombardei-Rundfahrt      | 28   | –    | 36   | 18   | 9    |

## Bekannte ehemalige Fahrer
- Lucien Van Impe (1982–1984)
- Vittorio Algeri (1982–1986)
- Johan van der Velde (1984–1985)
- Jens Veggerby (1985–1986)